# Ebl-naturkost
Ebl-Naturkost (Eigenschreibweise: ebl-naturkost) ist eine Bio-Supermarktkette mit Sitz in Fürth. Sie betreibt 31 Filialen (Stand 2024) in Ober-, Unter- und Mittelfranken. Gemessen an der Zahl der Filialen ist Ebl-Naturkost die viertgrößte Bio-Supermarktkette in Deutschland (Stand 2023).
Ebl betreibt 12 Filialen in Nürnberg, jeweils zwei in Fürth, Erlangen und Bamberg sowie jeweils eine in Adelsdorf, Altdorf bei Nürnberg, Buckenhof, Coburg, Feucht, Forchheim, Herzogenaurach, Neunkirchen am Sand, Röthenbach an der Pegnitz, Schwabach, Stein, Würzburg und Zirndorf. Außerdem unterhält die Firma eine eigene Metzgerei.
1994 gründete Gerhard Bickel das Unternehmen. Der erste Verkaufsladen wurde in Zirndorf eröffnet. Der Name „ebl“ wurde aus der ehemaligen Naturkost-Eigenmarke „einfach besser leben“ der „Kaufmärkte“ des Nürnberger Unternehmers Ernst Werner Schmidt abgeleitet, für die Gerhard Bickel zuvor tätig war. 
Die Hauptzentrale wurde 2012 von Nürnberg ins Gewerbegebiet des Fürther Stadtteils Hardhöhe verlegt.